# Morten Berg Thomsen
Morten Berg Thomsen (født 14. september 1984) er en dansk curlingspiller. Han er udtaget som reserve til det danske herrecurlinglandshold (Team Stjerne) ved Vinter-OL 2018 i Pyeongchang, Sydkorea.
Han begyndte at spille curling i år 2000 i Esbjerg Curling Klub, hvorefter han flyttede til København i 2007 for at spille i Hvidovre Curling Club. 
Han stoppede sin aktive curlingkarriere i 2019.  
Til daglig arbejder han i A.P. Møller - Maersk.  